# Cayo Julio Julo (cónsul 489 a. C.)
Cayo o Gayo Julio Julo  fue un político romano del siglo V a. C. miembro de los Julios Julos, la más antigua familia patricia de la gens Julia.

## Carrera pública
Alcanzó el consulado en el año 489 a. C., el año de la rebelión de Coriolano.
En ocasiones se le ha identificado con el cónsul homónimo del año 482 a. C. y hecho padre del decenviro, pero las filiaciones no coinciden. En la actualidad, se prefiere separar a ambos cónsules e identificar al cónsul del año 482 a. C. con el decenviro.